# Andromache Dimitropoulou
Andromache Dimitropoulou (Grieks: Ανδρομάχη Δημητροπούλου) (Siegen, 12 oktober 1994) is een Griekse zangeres.

## Biografie
Dimotropoulou werd geboren in het Duitse Siegen en studeerde Duitse filologie in Athene. In 2015 nam ze deel aan de Griekse versie van The Voice. Ze werd uitgeschakeld in de tweede liveshow. Begin 2022 werd ze door de Cypriotische openbare omroep intern geselecteerd om Cyprus te vertegenwoordigen op het Eurovisiesongfestival 2022 in het Italiaanse Turijn. Hier bleef ze in de tweede halve finale steken op een 12e plaats. 
1981: Island · 
1982: Anna Vissi · 
1983: Stavros & Konstandina · 
1984: Andy Paul · 
1985: Lia Vissi · 
1986: Elpida · 
1987: Alexia · 
1989: Fani Polymeri & Yiannis Savvidakis · 
1990: Haris Anastasiou · 
1991: Elena Patroklou · 
1992: Evridiki · 
1993: Zimboulakis & Van Beke · 
1994: Evridiki · 
1995: Alexandros Panayi · 
1996: Constantinos Christoforou · 
1997: Hara & Andreas Konstantinou · 
1998: Michalis Hatzigiannis · 
1999: Marlain · 
2000: Voice · 
2002: One · 
2003: Stelios Konstantas · 
2004: Lisa Andreas · 
2005: Constantinos Christoforou · 
2006: Annet Artani · 
2007: Evridiki · 
2008: Evdokia Kadi · 
2009: Christina Metaxa · 
2010: Jon Lilygreen & The Islanders · 
2011: Christos Mylordos · 
2012: Ivi Adamou · 
2013: Despina Olympiou · 
2015: Giannis Karagiannis · 
2016: Minus One · 
2017: Hovig · 
2018: Eleni Foureira · 
2019: Tamta · 
2021: Elena Tsagrinou · 
2022: Andromache · 
2023: Andrew Lambrou · 
2024: Silia Kapsis · 
2025: Theo Evan